# 새진보통합연대
새진보통합연대는 심상정, 조승수, 노회찬 등 진보신당 탈당파가 주측이 되어 2011년 11월 22일 창당된 대한민국의 사회민주주의 정당으로 2011년 12월 6일 통합진보당으로 합당되었다.

## 역사
2010년 지방선거에서 진보신당이 참패한 이후 심상정, 조승수, 노회찬 등 진보신당 통합파는 진보정당 통합의 필요성을 내세웠으나  진보정당 통합 안건이 당 내 회의에서 부결되자 진보신당 통합파는 통합진보당에 합류하기 위해 2011년 10월 2일 진보신당을 탈당해 2011년 11월 22일 새진보통합연대를 창당했다.
창당 이후 새진보통합연대는 진보정당인 민주노동당, 친노 계열의 정당인 국민참여당과 함께 진보정당 통합 지도부 구성을 논의했고 진보정당 통합 지도부 구성 안건이 진보정당 통합 회의에서 최종 가결되어 2011년 12월 통합진보당에 합류하였다.

## 같이 보기
- 노회찬
- 심상정
- 조승수
- 진보신당
- 통합진보당